# Grâce-Uzel
Grâce-Uzel (bret. Gras-Uzel) – miejscowość i gmina we Francji, w regionie Bretania, w departamencie Côtes-d’Armor.
Według danych na rok 1990 gminę zamieszkiwało 418 osób, a gęstość zaludnienia wynosiła 53 osoby/km² (wśród 1269 gmin Bretanii Grâce-Uzel plasuje się na 875. miejscu pod względem liczby ludności, natomiast pod względem powierzchni na miejscu 914.).